# HB엔터테인먼트
HB엔터테인먼트는 2006년 10월 1일에 설립된 종합 엔터테인먼트 회사이다. 드라마, 영화, 연예인 기획사이다.

## 드라마 제작사

### MBC
- 365 : 운명을 거스르는 1년
- 검법남녀 2
- 검법남녀
- 에어시티

### KBS2
- 사랑은 뷰티풀 인생은 원더풀
- 러블리 호러블리
- 내 딸 서영이
- 꽃 찾으러 왔단다
- 투명인간 최장수

### SBS
- 빅이슈
- 용팔이
- 상류사회
- 펀치
- 달려라 장미
- 너희들은 포위됐다
- 별에서 온 그대
- 따뜻한 말 한마디
- 유령
- 49일
- 이웃집 웬수
- 유리의 성
- 푸른 물고기
- 어느날 갑자기
- 백만장자와 결혼하기

### JTBC
- SKY 캐슬

### TVN 및 케이블
- THE K2
- 신데렐라와 네 명의 기사
- 빌리진 날봐요 (MBC 드라마넷)

## 영화 제작 작품
2017.01.18
공조
2011.10.20
오직 그대만
2006.08.24
예의없는 것들
2005.11.23
나의 결혼 원정기
2004.11.26
귀여워
2004.09.03
가족
2003.12.17
해피 에로 크리스마스
2002.09.13
성냥팔이 소녀의 재림
2002.04.05
집으로
2001.04.28
파이란

## 현재 소속 연예인
- 정경순
- 최민
- 안재현
- 조병규
- 주상욱
- 임현태
- 천정명
- 이지안
- 오창석
- 김태형
- 구자성

## 이전 소속 연예인
- 신성록
- 조민아
- 한지은
- 이이경
- 김재영
- 정의제
- 공민정
- 김지은
- 김래원
- 문지후
- 윤종화
- 백승환